# Çukurkonak, Gülnar
Çukurkonak là một xã thuộc huyện Gülnar, tỉnh Mersin, Thổ Nhĩ Kỳ. Dân số thời điểm năm 2011 là 169 người.